# Gaio Sulpicio Galba (questore)
Gaio Sulpicio Galba (in latino Gaius Sulpicius Galba; fl. 120 a.C.-110 a.C.) è stato un politico romano.

## Biografia
Era figlio del console Servio Sulpicio Galba e suocero di Publio Licinio Crasso Dive Muciano. Faceva parte della gens Sulpicia, e apparteneva alla famiglia Galba, di origine patrizia.
Fu questore nel 120 a.C.. Durante i colloqui con Giugurta fu accusato di essere stato corrotto dal re numidico e condannato, nel 110 a.C., dalla lex Mamilia. Cicerone lesse la sua difesa quando era ancora un ragazzo. Quando si tenne il processo era pontefice e fu il primo membro del collegio dei pontefici a essere condannato da un iudicium publicum.